# Białystok Nowe Miasto
Białystok Nowe Miasto – przystanek osobowy przy ulicy Gen. Kazimierza Pułaskiego na osiedlu Nowe Miasto w Białymstoku w województwie podlaskim w Polsce. Obiekt położony jest obok przejazdu kolejowo-drogowego kat. B w km. 72,495.  
Rozpoczęcie robót miało miejsce 12 lutego 2019 roku. Wykonawcą prac był Torpol SA. Przystanek powstał w ramach inwestycji Prace na linii kolejowej nr 32 na odcinku Białystok – Bielsk Podlaski (Lewki) finansowanego ze środków programu operacyjnego Polska Wschodnia. Uruchomienie przystanku nastąpiło 15 grudnia 2019 roku.

## Ruch pasażerski
| Rok  | Wymiana pasażerska na dobę |
| ---- | -------------------------- |
| 2017 | –                          |
| 2022 | 50-99                      |

Przystanek ma zostać objęty ofertą taryfową "Bilet miejski".

## Otoczenie
Peron znajduje się przy ulicy Gen. Kazimierza Pułaskiego i przy skrzyżowaniu z Trasą Niepodległości w Białymstoku. W bezpośrednim sąsiedztwie jest wieś Kleosin (jedna z największych wsi w Polsce). 

### Dojazd do dworca
- autobusami komunikacji miejskiej: 2, 16, 26, 27 i N3.